# Christian Friedrich Erndel
Christian Friedrich Erndel (* 1683 in Dresden; † 23. Januar 1767 ebenda) war ein königlich-polnischer und kurfürstlich-sächsischer Generalmajor bei dem Ingenieur-Korps.

## Leben

### Werdegang
Christian Friedrich Erndel, 1684 geboren, war 1718 als Kapitän bei den Festungsgebäuden angestellt und avancierte 1730 zum Major, 1735 zum Oberstleutnant und 1742 zum Oberst. 1746 erhielt er das Kommando der Landbrigade und vertauschte dieses 1749 mit der Feldbrigade. 1751 wurde er zum Generalmajor befördert. Von Feldzügen hat er nur den polnischen Erbfolgekrieg mitgemacht, sonst war er bei den Festungsbauten beschäftigt. 1753 ging er in Pension und starb am 23. Januar 1767.

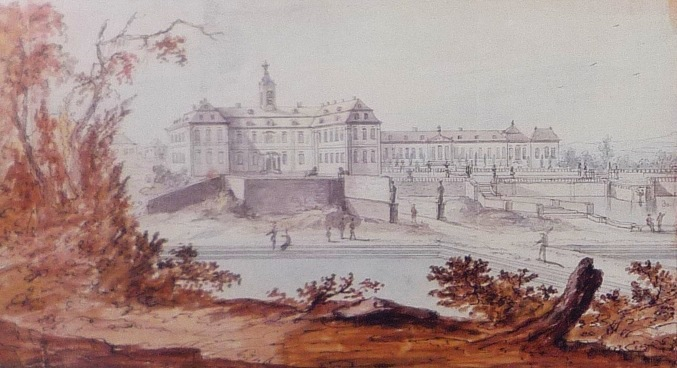
Friedrichschlösschen und Barockgarten, Großsedlitz bei Dresden, um 1723

Für Matthäus Daniel Pöppelmann fertigte Erndel 1726 im Rang eines Ingenieur-Kapitäns den Flurplan des Rittergutes Großsedlitz: Beschriftet Grund-Riß / Des Ritter Gutts Groß Sedlitz / Wie solches in allen seinen Reinen und Grentzen vermö / ge derer allhier gezeichneten / Rein-Steine / Sr. Königlichen Majestät in Pohlen / und / ChurFürstlichen Durchlautigkeit zu Sachsen / und zwar denen hierzu Allergnädigste ernennten…

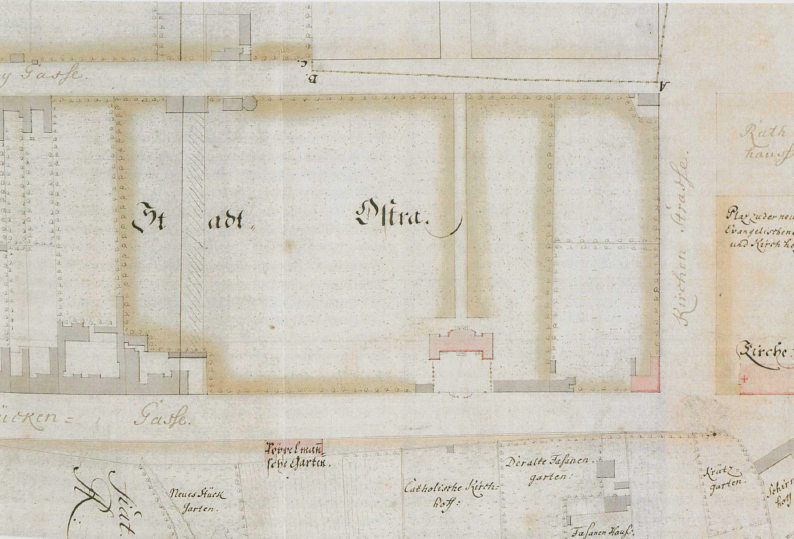
Bebauungsplan der Neu-Stadt Ostra (später genannt Friedrichstadt) von Christian Friedrich Erndel. „Den 28. Nov. 1729 ist dieser Riß von Seiner Königl. Majt. in Pohlen und Churfürstl. Durchl. zu Sachßen, Herrn Friedrich August II. unterschrieben und darnach zu bauen allergnädigst befohlen worden, hernach die Straßen, wie hier roth gezeichnet von mir abgestecket.“

Bereits 1670 hatte der sächsische Kurfürst Johann Georg II. ein Dekret erlassen, dass an der Straße zwischen der Ostraer Brücke (Weißeritz) und dem 1568 zur Versorgung des Hofes und der Festung Dresden gegründeten Vorwerk Ostra eine neue Siedlung entstehen sollte. Auf Veranlassung des sächsischen Kurfürsten und Königs von Polen, Augusts des Starken, erstellte Erndel 1729 einen Bebauungsplan, um mit einem gleichmäßigen Straßenraster der wachsenden Vorstadt die gewünschte Regularität zu geben. Ein Jahr später erklärte der Kurfürst die Siedlung Ostra zur »Neustadt« (kurz NeuOstra genannt), neben der 1685 unter gleichem Namen im rechtselbischen Stadtteil Altendresden gegründeten Neuen Königsstadt (kurz Neustadt genannt).

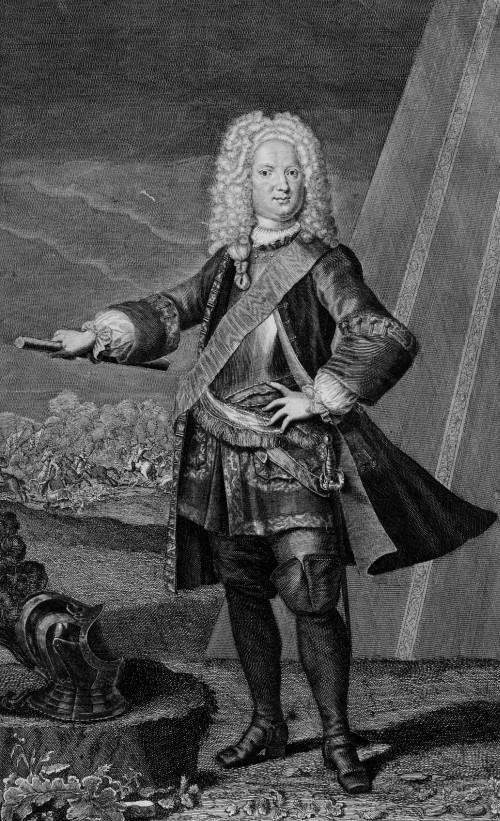
Adolph II. Herzog von Sachsen-Weißenfels

Während des Polnischen Erbfolgekriegs (1733–1735) wurden bereits am 3. April 1733 die Truppen in ihren Bezirken zusammengezogen, jedoch der endgültige Mobilmachungsbefehl erst am 6. Juni erlassen. Es wurden zwei Korps aufgestellt, das erste (14 Bataillone, 20 Eskadrone, 18 Geschütze) unter dem General der Infanterie Adolph Herzog von Weißenfels und das Reservekorps (7 Bataillone, 12 Eskadrone, 12 Geschütze) unter dem General der Kavallerie Graf Wolf Heinrich von Baudissin. Dem 1. Korps wurden an Ingenieur-Offizieren Major Erndel, Kapitäne Naumann, Grodemez, Ingenieure De la Cacherie, Herrmann, Kondukteure Neumann, Le Bert zugeteilt. Mitte August sammelten sich die Truppen in ihren Lagern, das 1. Korps in der Lausitz, das Reserve-Korps an der Elbe, jedoch verzögerte sich der Befehl zum Einrücken in Polen infolge politischer Verhältnisse. Diese Zeit wurde dazu benutzt, um auch die Reserve nach der Lausitz zu ziehen und die Vorbereitungen für den Einmarsch nach Polen zu treffen. Es war dazu der Bau von Brücken über den Bober und über die Oder notwendig. Zur Ausführung der Brückenschläge wurde der Major Erndel mit zwei Ingenieuren und der Pontonierkompagnie zunächst bis Christianstadt vorgeschoben. Nachdem hier der Übergang über den Bober sichergestellt war, wurden die Arbeiten für die Oderbrücken bei Kleinitz und Milzig in Angriff genommen; das Material für dieselbe wurde durch kaiserliche Kommissare beigetrieben.

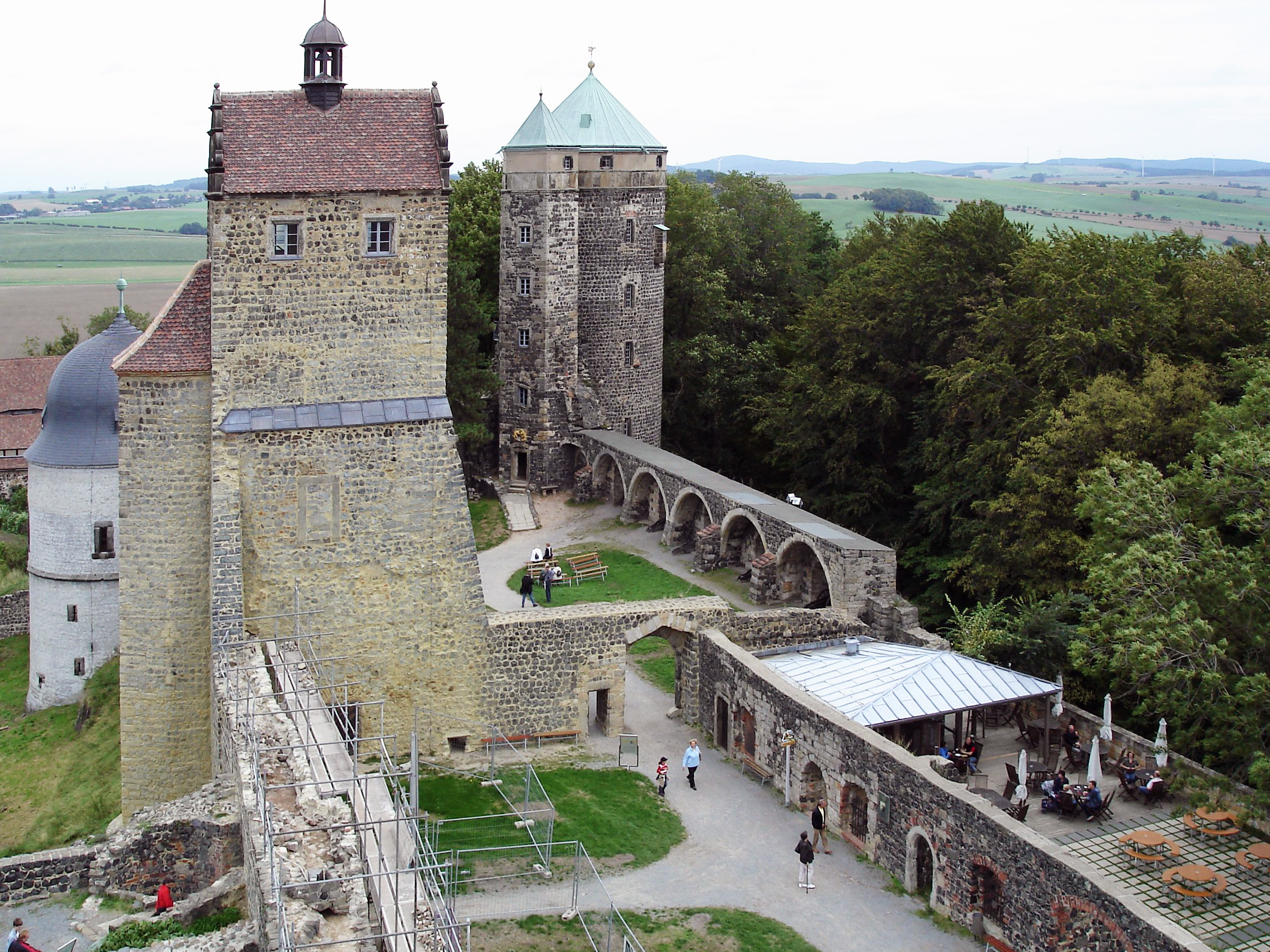
Burg Stolpen

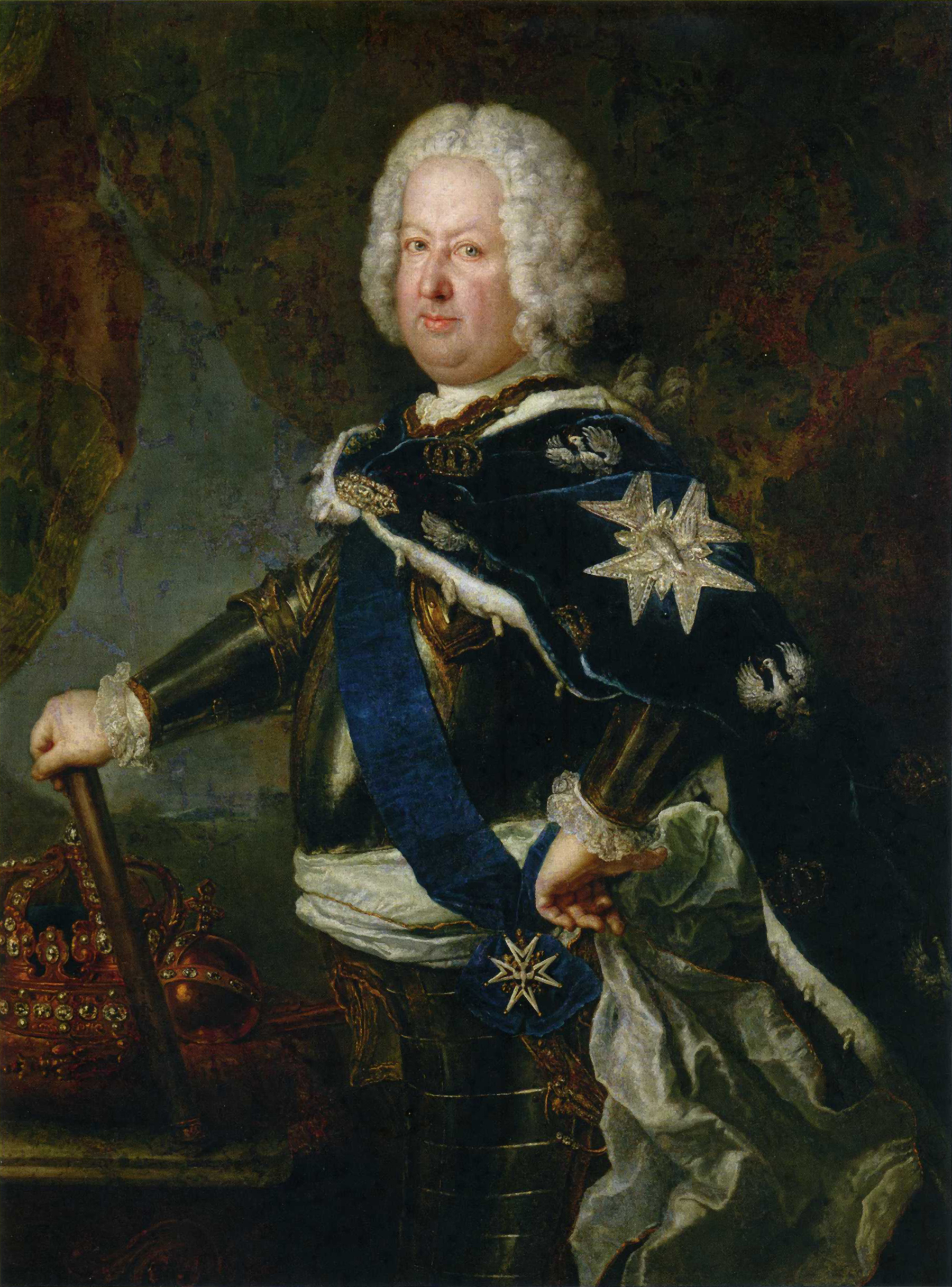
Stanislaus I. Leszczynski

Trotz des Eintretens von Russland für den Kurfürsten von Sachsen ging am 12. September die Wahl Stanislaus Leszczyńskis zum König von Polen durch; doch schon waren die Russen unter dem General von Lacy im Anmarsch, um die Wahl seines Gegenkandidaten zu erzwingen. Stanislaus verließ Warschau und schlug vorläufig in Danzig seine Residenz auf, während unter dem Drucke der russischen Armee der Kurfürst von Sachsen als August III. zum König von Polen am 5. Oktober ausgerufen wurde. Am 24. Oktober erhielt der Herzog von Weißenfels den Befehl, mit dem 1. Korps in Polen einzurücken. Mitte Februar wurde daher die Festung Danzig von einem russischen Korps eingeschlossen und einen Monat später die eigentliche Belagerung begonnen. Die Teilnahme der Sachsen war bei der geringen Stärke der Russen unbedingt notwendig, jedoch konnten bei den noch nicht beruhigten Verhältnissen in Polen für diesen Zweck nicht mehr als 8000 Mann bereitgestellt werden, welche am 25. Mai unter dem Befehl des Herzogs von Weißenfels vor der Festung eintrafen. Mit diesen Truppen marschierten von Ingenieuroffizieren der Gen.-Quartm.-Lt. Oberst Fürstenhoff, Major Erndel, die Kapitäne Krubsatius und Mildner, vier Ingenieure und vier Kondukteure, sowie die Pontonierkompagnie.

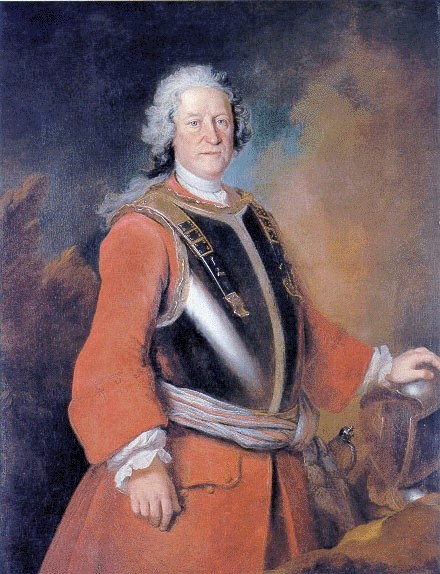
Jean de Bodt

Im darauffolgenden Jahr erstellte Erndel unter Leitung von Generalleutnant von Bodt ein Gutachten über den Verteidigungsbau der Festung Stolpen.
In den Jahren 1735–1738 war Erndel Major der Ingenieur-Korps unter Generalleutnant Jean de Bodt auf der Festung Königstein. Letzterer war seit 1728 als Chef des Ingenieur-Korps und Direktor der Fortifikations- und sämtlicher Festungs- und Militärgebäude angestellt, wenig später war ihm auch die Verwaltung der Zivilgebäude übertragen worden, da er Kabinettsminister und kommandierende General Wackerbarth wegen seiner sonstigen vielen und hohen Stellen und wegen seines Alters auf diese Ämter freiwillig verzichtete.
Den Ingenieuren fielen im Frieden die verschiedensten technischen Aufgaben zu, neben der Fortifikation auch das Zivilbauwesen, Vermessung, Stromregulierungen, landwirtschaftliche Meliorationen und dergleichen mehr. Jedoch konnten bei ihrer großen Anzahl nicht sämtliche Offiziere beschäftigt werden. Da sie für diesen Fall nur das Wartegeld erhielten, so musste sich eine große Anzahl von ihnen kümmerlich durchs Leben schlagen; denn das Gehalt reichte nicht aus, die notwendigsten Ausgaben zu decken. Viele halfen sich damit, dass sie sich einem Nebenverdienst durch Unterricht in der Ingenieurwissenschaft verschafften. Ihre Schüler waren zum größten Teil junge Edelleute, Kadetten und Pagen, die nicht Ingenieure von Beruf werden wollten, sondern nur aus Liebhaberei diese Wissenschaft erlernten.
Die von den Ingenieuren ausgeführten Vermessungen betrafen zum großen Teil die königlichen Güter und Domänen in Sachsen und Polen. Neben den Vermessungen lief gleichzeitig die Instandhaltung der Gebäude und Vornahme von Verbesserungen Hand in Hand; so waren in Polen dauernd Ingenieuroffiziere stationiert, um die königlichen Besitzungen im baulichen Stand zu halten, und „zur besseren Ordnung und Gewissheit mit den anstoßenden Geistlichen und anderen Plätzen unterschiedliche Ausmessungen vorzunehmen“. In Sachsen war es besonders Hubertusburg, dem große Aufmerksamkeit geschenkt wurde, es waren dort Ingenieuroffiziere „zur Einrichtung der Alleen“ kommandiert. 1736 wurde durch zwei Kapitäne eine genaue Aufnahme und Zeichnung der Vorstädte von Dresden zum Zwecke der Regulierung derselben fertig gestellt. Später hat sich die Aufnahme auch auf die österreichische Grenze ausgedehnt, indem vom Dezember 1733 bis Sommer 1734 vier Offiziere unter dem Major Johann Rudolph Fäsch (1680–1749) zur Aufnahme der Nieder- und Oberlausitz, wie der böhmischen Landesgrenze befehligt waren. Über die Elbe hat sich diese Aufnahme nicht erstreckt, da bei Ausbruch des Ersten Schlesischen Krieges derartige Pläne nicht vorhanden waren und erst durch Major Erndel angefertigt werden mussten. Oberst Isenbrand war lange Jahre mit der „Aufsuchung, Ausmessung, Abwiegung und Absteckung der Floßgraben und Kanallinien von der Merseburgischen Grenze bis an die Schwarze Elster, und von da bis an die Elbe bei Nünchritz“ beschäftigt. Zur Regelung der Festungs- und anderer militärischer Bauten war im Jahre 1720 die Ober-Militär-Baukommission eingesetzt worden. Sachsen besaß zu jener Zeit noch an Festungen bzw. Festen Häußern: Wittenberg, Pleißenburg, Königstein, Sonnenstein, Stolpen, Torgau, Senftenberg, Freiberg.

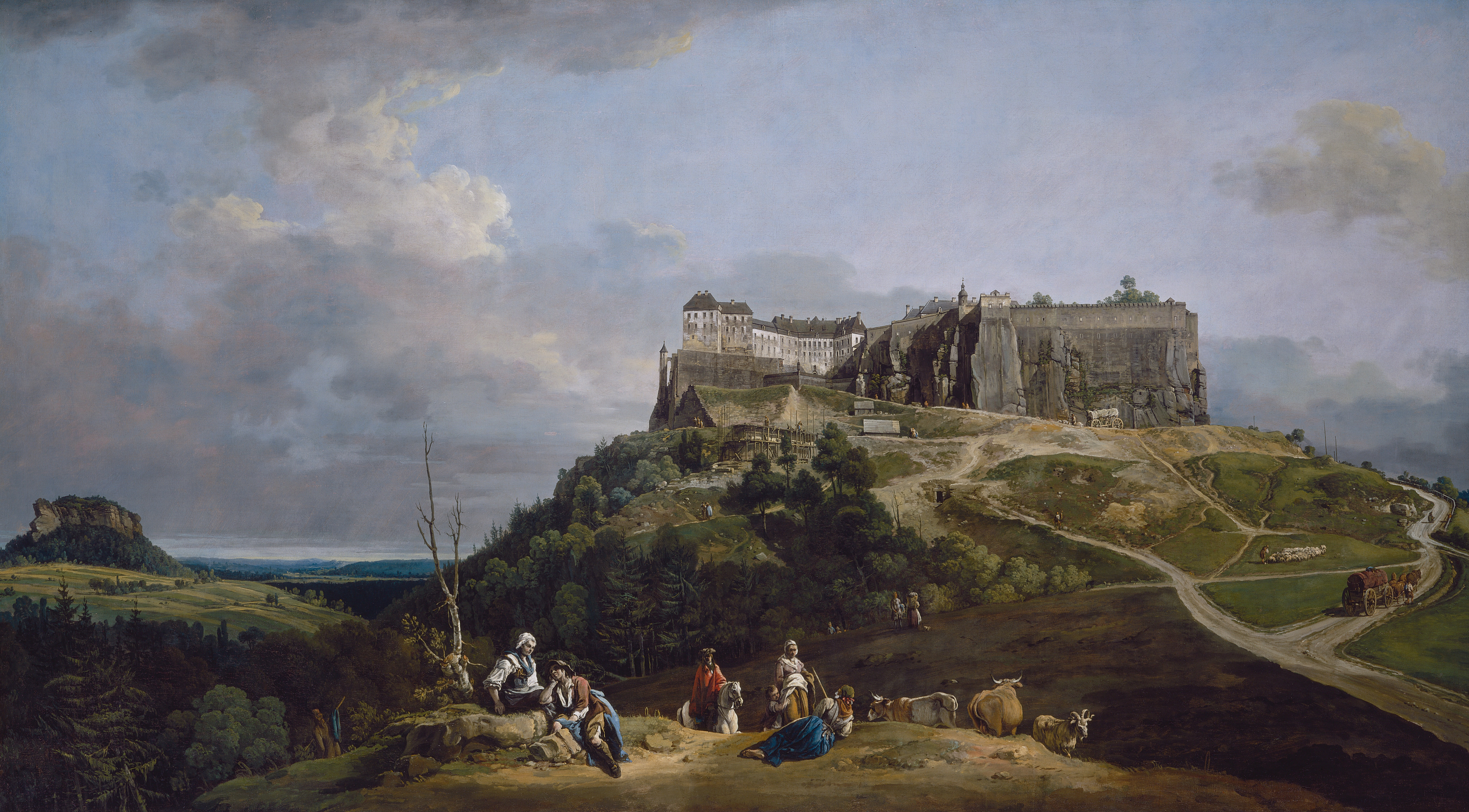
Festung Königstein 1756–1758 von Canaletto

Der König-Kurfürst Friedrich August I. hatte sich in den letzten Jahren viel mit der Bedeutung und Widerstandsfähigkeit der Festung Königstein beschäftigt. Es existiert von seiner Hand geschrieben ein Projekt, welches die Befestigung der Umgebung des Königsteins ins Auge fasst. Um nämlich eine Blockade zu verhindern, wollte er Forts auf den Höhen der beiden Elbufer bauen, die ihre eigene Garnison und Kommandanten haben, aber dem Gouverneur der Festung unterstellt sind. Als mit solchem Werken zu besetzende Punkte waren der Lilienstein, der Pfaffenstein, der Quirl und der Hang des Königsteins in Aussicht genommen. Die Forts waren als bastionierte Vierecke mit Gräben in Felsen gehauen und Kasematten unter dem Wall gedacht.

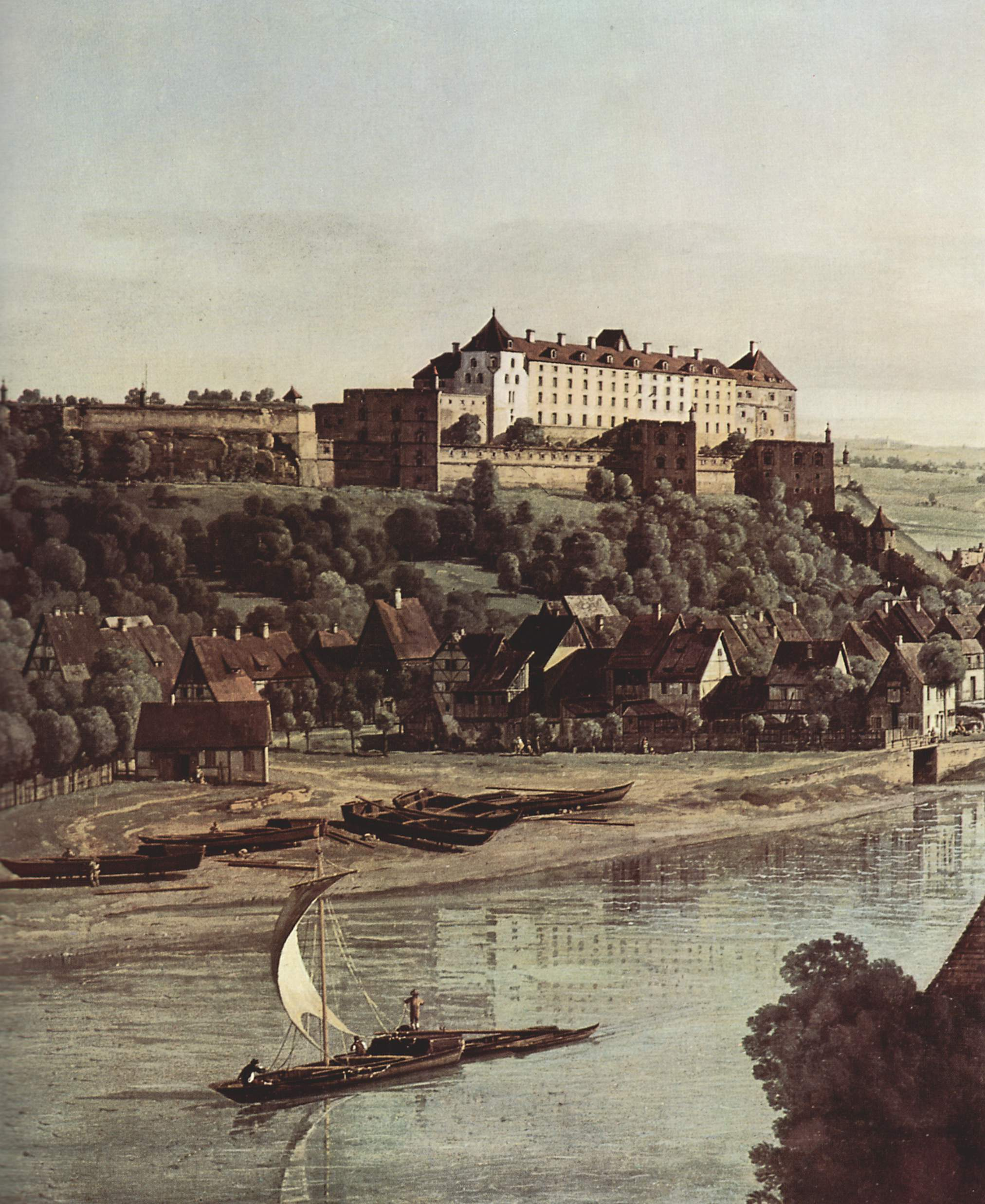
Festung Sonnenstein von Canaletto

Diese Pläne kamen jedoch nicht zur Ausführung, nur wurde im Jahr 1729 begonnen, das Tor durch eine Grabenschere zu schützen. Auch Friedrich August II. wandte der Befestigung des Königsteins sein Interesse zu; 1734 gab Bodt ein Gutachten über die Verteidigung der Festung ab. Er verlangte Vollendung der Enveloppe von der Johann-Georgenbastion bis zum Zeughaus und Eskarpierung der Felsen bis auf 20 Ellen Höhe, Bau von Kasematten und Kasernen für noch 1000 Mann, da kaum für die Hälfte der Besatzung Wohnraum vorhanden war, Überwölbung des Brunnens, sowie Anlage von Pulvermagazinen und Provianthäusern. In den Jahren 1735–1738 kamen diese Vorschläge zur Ausführung. Als Ingenieur-Offizier vom Platz war Major Erndel befehligt, unter ihm standen drei Kapitäns, zwei Ingenieure und ein Kondukteur. Die Oberleitung war dem Oberstlt. Fürstenhoff übertragen. Zwei von den Kapitäns hatten Bauposten auf dem Plateau, dem dritten war in besonderen die Eskarpierung der Felsen und der Materialientransport übertragen. Dieselben hatten die Pläne ihrer Bauobjekte stets auf dem Laufenden zu halten und von früh bis abends auf ihrem Bauposten anwesend zu sein. Den beiden Ingenieuren war die Stellung eines Kontrolleurs beziehungsweise die Stellvertretung desselben übertragen. Der Kontrolleur musste viermal des Tages die Arbeiter während der Arbeit verlesen, außerdem hatte er das gesamte Rechnungs- und Listenwesen, sowie die Verwaltung der Baumaterialien unter sich. Zur Unterstützung war ihm der Bauschreiber beigegeben. Über die geleisteten Arbeiten und über die Dispositionen hatte der Ingenieuroffizier vom Platz allwöchentlich Bericht zu erstatten.
Die Festungen Sonnenstein und Wittenberg in den Jahren 1737–1740:

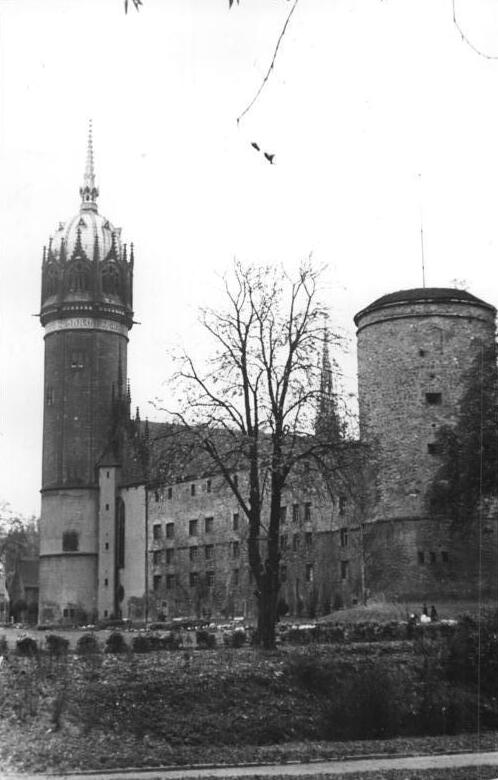
Schloss Wittenberg, Oktober 1952

Auf dem Sonnenstein wurde in den Jahren 1737–1740 an Kasernements gebaut, da die alten Kasernen, schmale, an der inneren Seite des kasemattierten Walles „angebaute hölzerne Hütten“ vollständig verfault waren. Eine Herstellung derselben lohnte sich nicht, und Bodt schlug daher die Erbauung einer dreistöckigen Kaserne in der Elbfront vor, so dass die ganze Garnison dort gute und gesunde Räume erhalten konnte. Die Pläne wurden vom Oberst Fürstenhoff angefertigt, der auch die Oberleitung des Baues hatte. Für die Festungen Stolpen und Wittenberg geschah aber nichts. Stolpen wurde durch den Major Erndel 1734 besichtigt. Derselbe hob den traurigen Zustand der Werke hervor und beantragte dringend umfassende Reparaturen, falls nicht Festungsgebäude und -werke in kurzer Zeit vollständig eingehen sollten. Ebenso stand es mit Wittenberg. Es waren dort Mauern eingestürzt, dass eine Reparatur der Werke nach dem 1737 erstellten Anschlag 15200 Taler gekostet hätte. Da aber nach dem Gutachten de Bodts diese Summe bei weitem nicht ausreichte, außerdem doch trotzdem die Festung sich nicht zwei Stunden länger halten könnte, so wurde die Reparatur unterlassen; auch der Vorschlag Bodts, detachierte Bastione zu bauen, blieb unberücksichtigt.
Am 24. Dezember 1742 erfolgte Erndels Bestallung zum Obrist-Lieutenant.
Im Jahr 1742 nahm General-Lt. von Bodt den Gedanken, das Ingenieurkorps von Grund aus zu reorganisieren und eine Schule zur Ausbildung derselben einzurichten, mit einem neuen Eifer auf. Der Herzog von Weißenfels schloss sich diesen Ausführung voll und ganz an und reichte sie am 7. Dezember an den König weiter. Diese Vorschläge fanden denn auch die Genehmigung des König-Kurfürsten, und am 21. Dezember 1742 wurde die Einteilung des Ingenieur-Korps in zwei Brigaden verfügt. Im darauffolgenden Jahr wurden auch die bisher bei den Festungsgebäuden verpflegten Offiziere, Oberst Erndel und Ingenieur Johann Rehschuh (1710–1786), in den Verpflegungsetat des Ingenieur-Korps übernommen, nur Ingenieur Steinkirch blieb in dem alten Verhältnis und kam 1748 in Abgang.
„Im Jahre 1744, während des österreichischen Erbfolgekriegs, als der zweite schlesische Krieg loszubrechen drohte, wurde zum dritten Male die Elbbrücke in Vertheidigungszustand gesetzt. Es wurde nämlich nach Angabe des Ingenieur-Obristen Erndtel quer über den Cruzifix-Pfeiler eine 5 Ellen hohe Erdtraverse angelegt und dieselbe gleisförmig nach der Altstadt zu herabgeführt, nach Neustadt zu aber mit einer starken Ziegelmauer ziemlich lothrecht verkleidet. Zehn Ellen von dieser Mauer errichtete man einen zweiten Erdaufwurf, mit einer 4½ Ellen hohen Ziegelmauer verkleidet, den man nach Neustadt zu flach ablaufen ließ. Dadurch entstand über dem ganzen fünften Bogen ein förmlich revetirter, 10 Ellen breiter und ziemlich 5 Ellen tiefer Graben, über welchen, um die Passage über die Brücke nicht zu stören, man eine Schlagbrücke gelegt hatte, die im Nothfall schnell abgeworfen werden konnte.“

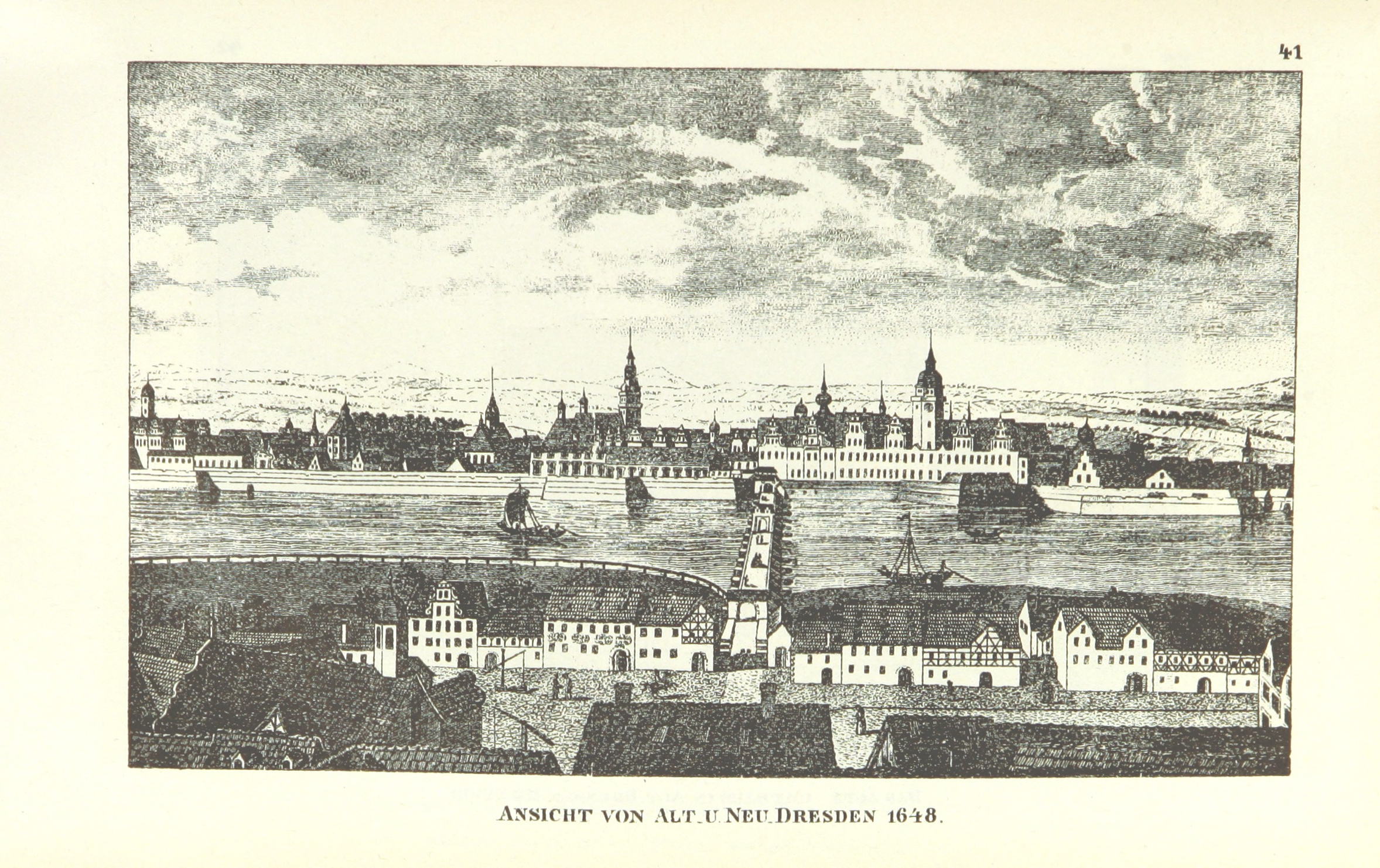
Dresdner Elbbrücke 1648
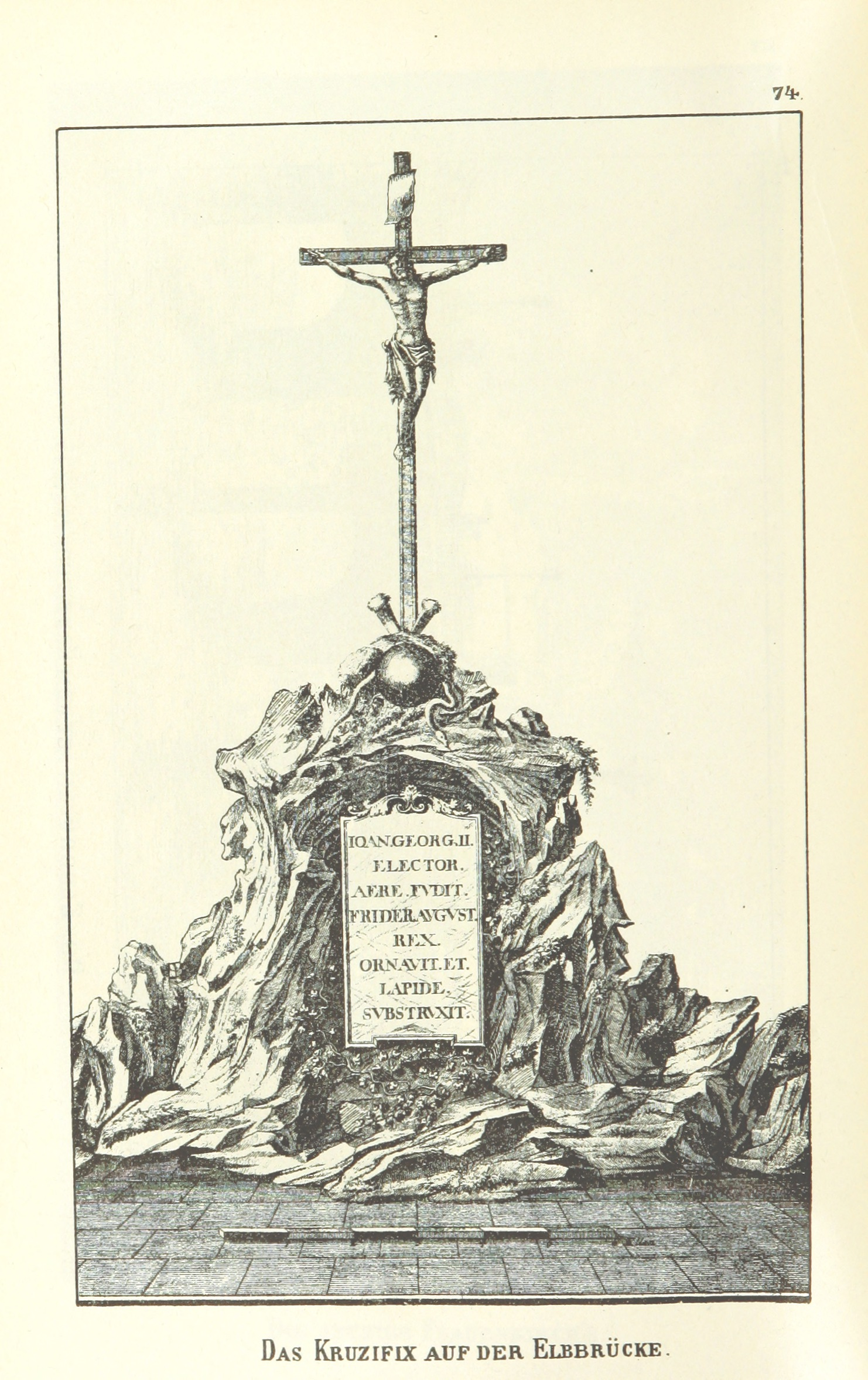
Das Kruzifix stand auf der Elbbrücke von 1670 bis zum Elbhochwasser 1845
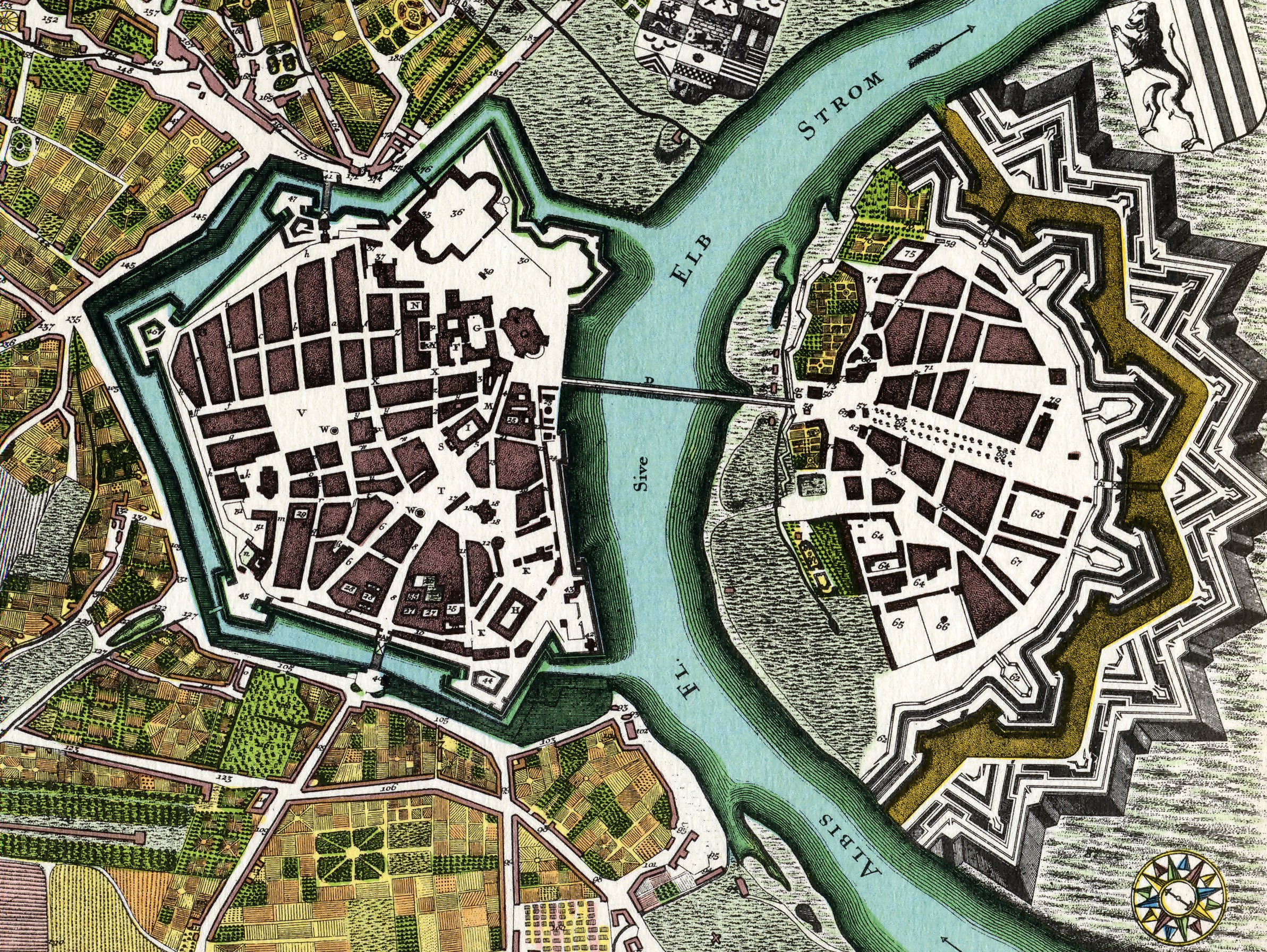
Einzige Verbindung um 1750 zwischen Dresden und ehemaligen Altendresden
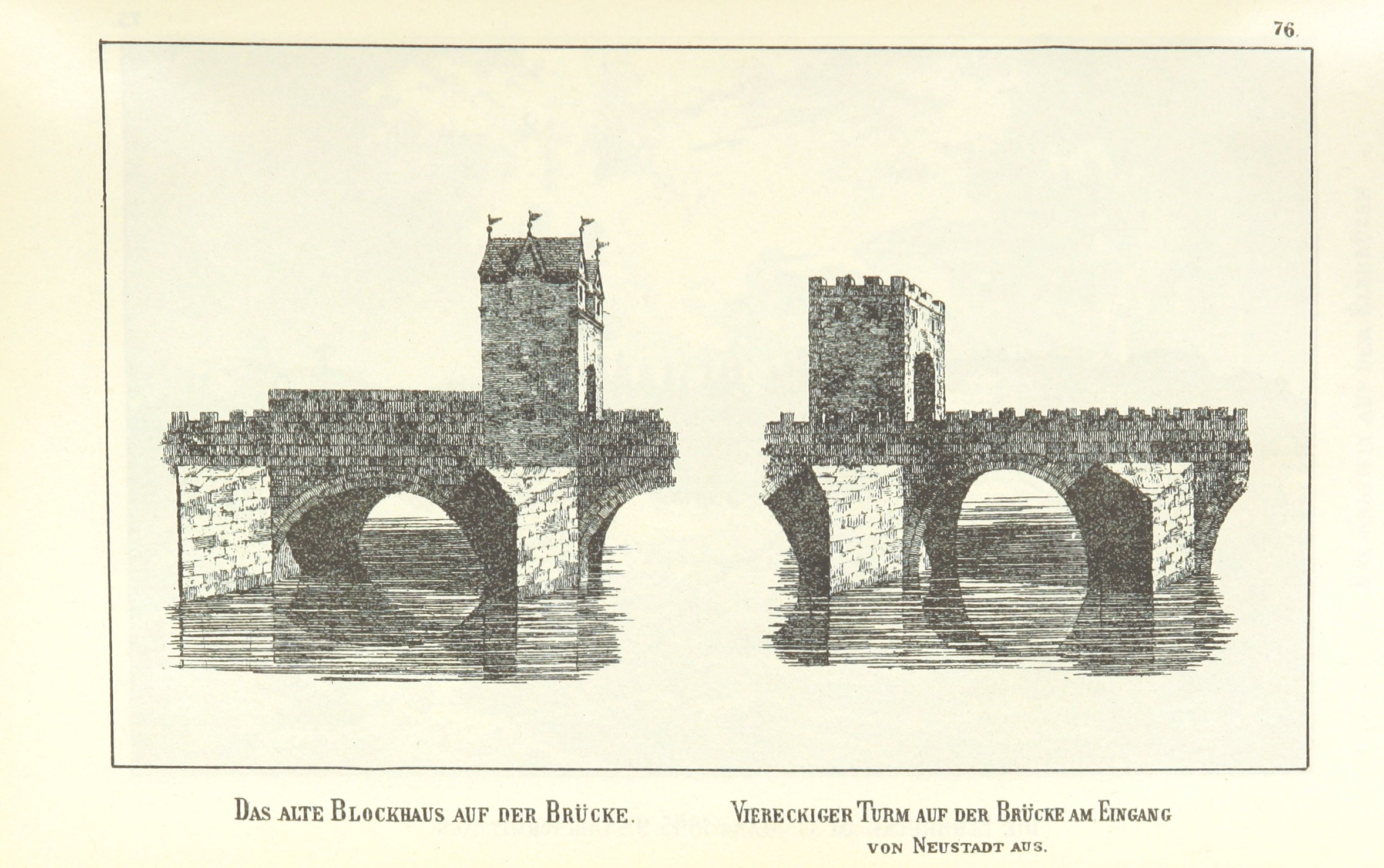
Blockhäuser auf der Elbbrücke
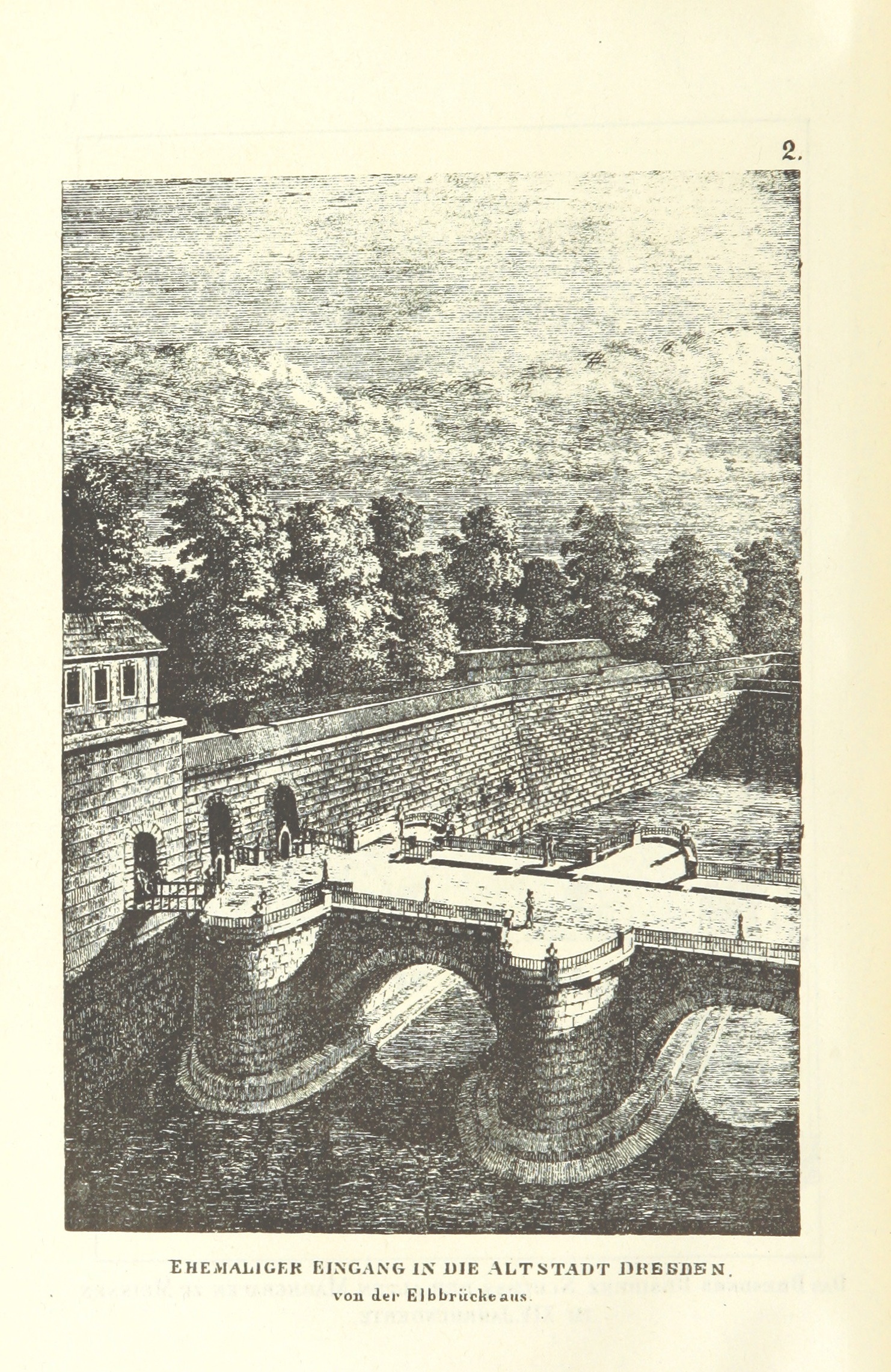
Ehemaliger Eingang in die Altstadt Dresden von der Elbbrücke aus

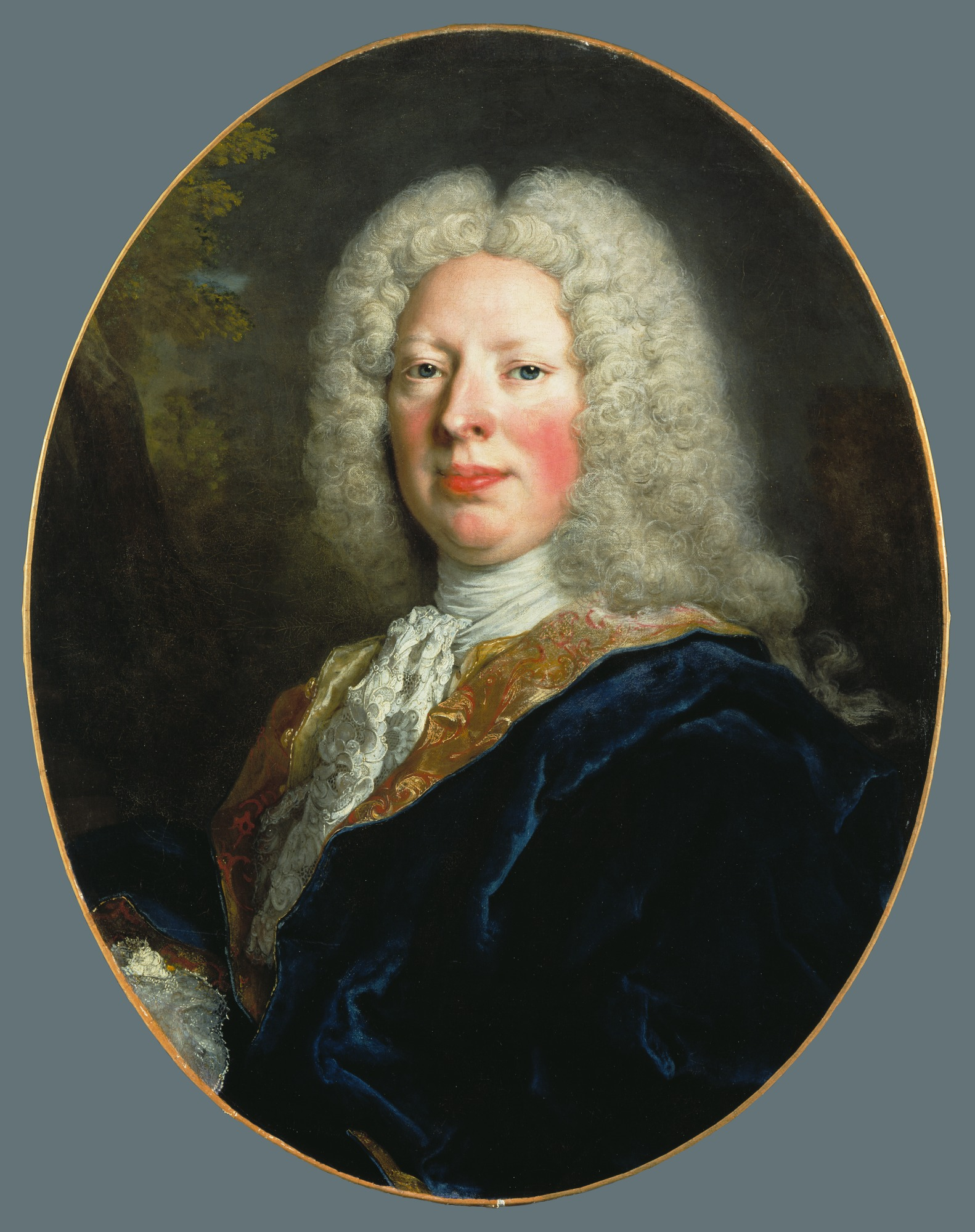
Friedrich August Graf Rutowsky

Der ohne Zustimmung der sächsischen Regierung ausgeführte Durchmarsch der Preußen durch Sachsen im Jahr 1744 hatte natürlich die Besorgnis für die Sicherheit des Landes aufs höchste gesteigert und den Blick von neuem auf den traurigen Zustand der Landesverteidigung gelenkt. In aller Eile wurde daher der Befehl zur Armierung der Festungen gegeben und mit den Arbeiten sofort begonnen. Die Leitung derselben lag in den Händen des Generalmajors von Fürstenhoff, der für den erkrankten General-Lt. von Bodt interimistisch das Kommando führte. Fürstenhoff war deshalb bereits am 30. März 1742 von den General-Quartiermeistergeschäften entbunden, da er „wegen seiner bei den Festungen und sonsten aufhabenden Vorrichtungen“ ständig im Lande bleiben sollte. In Dresden-Neustadt wurden unter Leitung des Ober-Ingenieurs Oberst Erndel die alten Werke wieder hergestellt, die Brustwehr ausgebessert und die Öffnungen in der Umwallung durch Abschnitte geschlossen, zur Bestreichung der Brücke ein pallisadierter Brückenkopf und ein detachiertes Werk auf den Elbwiesen am Bär angelegt. Dass diese einfachen Erdwerke nicht vermochten, die Residenz in einem verteidigungsfähigen Zustand zu setzen, geht aus dem Befehl des Herzogs von Weißenfels an den Gouverneur Grafen Rutowsky vom 1. Oktober hervor: Dresden solle bei einem wirklichen Angriffe, wenn Batterien gebaut würden, so gut wie möglich kapituliere.
Im Jahr 1751 erfolgte Erndels Bestallung zum Generalmajor bei dem Ingenieur-Korps.

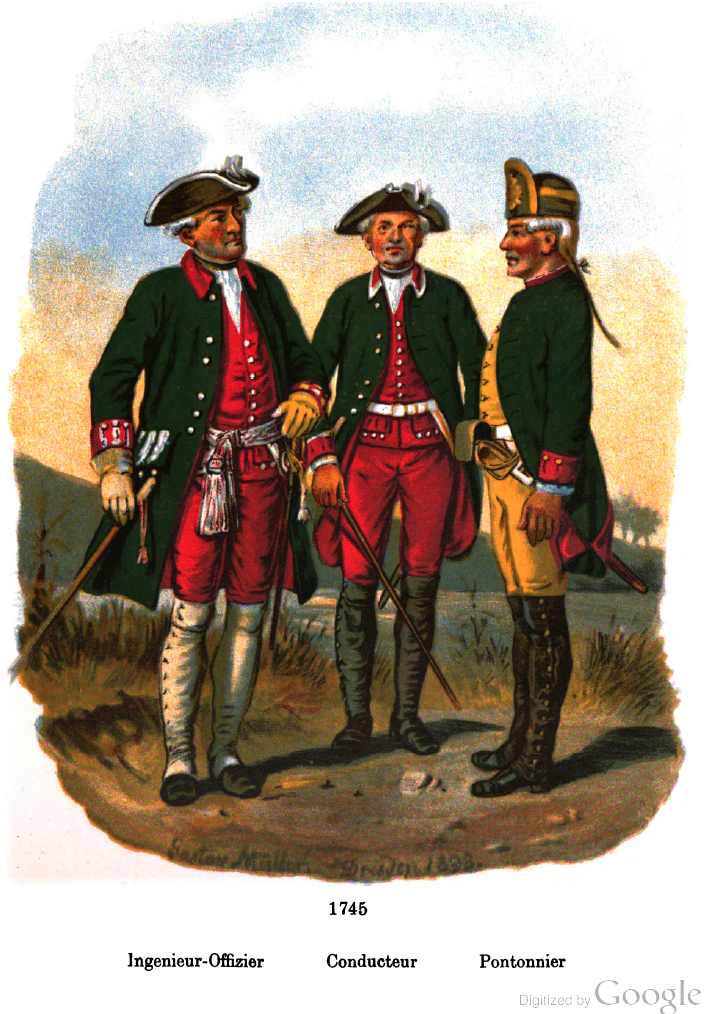
Offiziere-Uniform um 1745

Nachdem General von Bodt 1745 und dessen Nachfolger General-Lt. von Fürstenhoff am 15. Juli 1753 gestorben waren, schlug General-Feldmarschall von Routowsky den Generalmajor der Kavallerie und General-Quartmeister Georg Carl Freiherr von Dyherrn (* 13. April 1710 in Schlesien; † 25. April 1759 in Frankfurt am Main) als deren Nachfolger vor. Am 28. September denselben Jahres erhielt derselbe seine Instruktion und Bestallung als Direktor der Fortifikations-, auch Festungs- und Militärgebäude. Mit der Stellvertretung Dyherrns in Sachen des Militärbauwesens war der Oberst von Geyer als Oberingenieur von Dresden beauftragt, da Dyherrn außerdem noch die Geschäfte als Generalquartiermeister weiter zu führen hatte. Eine genaue Instruktion vom 1. November 1753 machte Geyer mit seinen Pflichten und Befügnissen bekannt und gab Bestimmungen über das Militärbauwesen überhaupt. Generalmajor Erndel, der älteste Offizier des Ingenieur-Korps, wurde gleichzeitig krankheitsbedingt gänzlich vom Dienst befreit, erhielt aber trotzdem eine Gehaltszulage.
Erndel hat über 50 Jahre dem Kurhause Sachsen getreue Dienste geleistet und starb zu Hause in Dresden-Neustadt am 23. Januar 1767. Mit ihm ist zugleich sein ganzes Geschlecht erloschen. Er wurde am 28. Januar 1767 auf dem St. Annen-Friedhof in Dresden beigesetzt, im Erb-Begräbnis der Schwager-Familie Fischer. Seine Erben waren Nichten und Neffen, hinterlassene Kinder seiner drei schon verstorbenen Schwestern.
Die Uniform der Ingenieuroffiziere bestand aus grünem Rock mit silberner Tresse und silbernen Knöpfen, rotem Kamisol, weißen Hosen, Strümpfen und Gamaschen, sowie schwarzem Hut. Sie erhielten auf königliche Kosten einen Montierungsdegen; derselbe musste beim Tode des Inhabers entweder an das Korps zurückgeliefert oder mit 16 Talern von den Angehörigen bezahlt werden.

### Familie
Christian Friedrich Erndel (auch Erndl, Erndtel) wurde als letztes von zwölf Kindern im 1683 in Dresden geboren. Seine Eltern waren Dr. med. Heinrich III. Erndel (* 17. Juni 1638 in Dresden, † 13. September 1693 in Dresden), auf Berreuth bei Dippoldiswalde und Mulda bei Freiberg, königlich polnischer und kurfürstlich sächsischer Leibarzt, verheiratet seit dem 4. September 1665 in Dresden mit Sophia Elisabeth Erndel geb. Ratke (* 8. Juli 1642 in Dresden; † 10. Juni 1685 in Berreuth), eine Tochter von Martin Ratke, Kurfürsten Johann Georg I. und II. zu Sachsen Geheimer Kammerdiener.

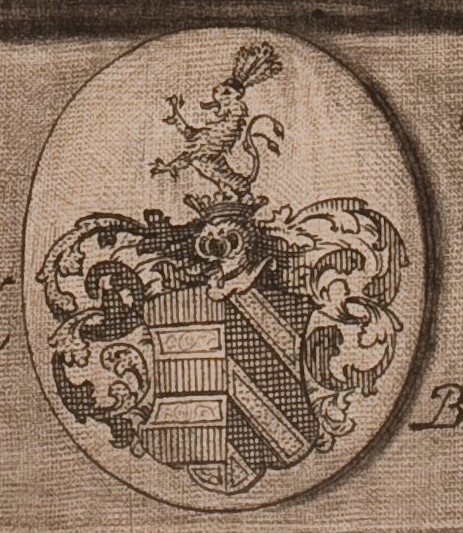
Erndel Wappen

Als Vollwaise erhielt er als Vormund Johannes Seebisch (* 12. Dezember 1634 in Zwickau; † 1700 in Dresden), 1670 Archidiakon an der Kreuzkirche und 1697 Stadtprediger in Dresden. Erndels väterlicher Großvater, Heinrich II. Erndel (* 7. April 1595 in Regensburg; † 25. Juli 1646 in Oschersleben, bestattet in der Kirche ebenda) war Leibarzt des Kurfürsten Johann Georg I. zu Sachsen. Urgroßvater Heinrich I. Erndel (getauft am 15. Juli 1569 in Regensburg; bestattet am 15. Juli 1623 in der Kirche zu Wolfenbüttel), war kaiserlicher Leib- und Hofapotheker in Prag von Rudolf II., Kaiser des HRR († 1612) und Matthias, Kaiser des HRR († 1619), von dem er 1617 ein Adelsdiplom erhielt. Er war ein Schwager von Andreas Raselius Ambergensis, Ehemann von Maria Erndl. Heinrichs Vater Matthis „Mattäus“ Erndl war Inhaber des Apotheke am (Kohlen)Markt in Regensburg – später als „Mohrenapotheke“ bekannt.
Erndels Bruder war Dr. Christian Heinrich Erndel (* 1676 in Dresden; † 17. März 1734 in Dresden, bestattet im Fischer’schen Schwibbogen auf dem Alten Annenfriedhof), Leibarzt von August dem Starken, auch Botaniker und Meteorologe in Dresden und Warschau, Autor von Büchern über Botanik und der Reise durch Europa und Großbritannien mit August dem Starken.
Als Schwager hatte Erndel:
1. Johann George Seidel (* 18. Februar 1658 in Zschopau; † 13. April 1739 in Meißen), bestattet in der Kirche zu St. Afra[24], wo er als Diakon tätig gewesen ist, verheiratet mit Maria Sophia geb. Erndel;
2. der Advokat Dr. jur. Caspar Christian Kober, der ein Weinberg bei Kötzschenbroda besaß, heute genannt Minckwitzscher Weinberg, (* 9. Juli 1663 in Naumburg; † 11. September 1738 in Dresden, bestattet in der Kirche zu Kötzschenbroda), verheiratet in 1. Ehe mit Johanna Sophia geb. Erndel;
3. Christian August Fischer († September 1739), königlich polnischer und kursächsischer Landrentmeister, Kammerassistenz- und Bergrat, verheiratet mit Christina Sophia geb. Erndel; und
4. der königlich polnische und kursächsische bestallte Münz-Guardin des Obersächsischen-Kreises, Johann Georg Schomburg (* ca. 1672; † Oktober 1745 in Dresden, bestattet[25] am 9. Oktober 1745 in der Sophienkirche ebenda) verheiratet mit Magdalena Sophia geb. Erndel.